# Winrech
Wytwórnia "Winrech" – popularna w okresie międzywojennym fabryka wag i okuć budowlanych, założona przez przedsiębiorcę żydowskiego pochodzenia Chaima Wintera przy ul. Tkackiej 38 we Lwowie;
W okresie II Rzeczypospolitej masowo produkowała różne przedmioty codziennego użytku, głównie wagi szalkowe.